# Mary Ward
Jane Ward más conocida como  Mary Ward (Mulwith, 23 de enero de 1585 - York, 30 de enero de 1645) fue una católica inglesa que fundó, a comienzos del siglo XVII, una congregación de la que existen hoy dos ramas: el Instituto de la Bienaventurada Virgen María (IBVM) (conocida en España como Madres Irlandesas y, en el resto del mundo, como religiosas de Loreto) y la Congregación de Jesús. Ward la concibió como una congregación femenina sin clausura y fundó conventos y colegios en Inglaterra, Francia, Bélgica, Centroeuropa e Italia. No fue aprobada por la Santa Sede en vida de la fundadora. El papa Urbano VIII ordenó su disolución en 1628. En 1703 el papa Clemente XI aprobó las reglas de su obra.
El 19 de diciembre de 2009 fue declarada venerable por Benedicto XVI.

## Biografía
Mary Ward nació el 23 de enero de 1585 en Mulwith, a 10 kilómetros de Ripon y a 45 kilómetros de York, en el condado de Yorkshire en Inglaterra,  Gran Bretaña. el 23 de enero de 1585. Fue bautizada en la finca familiar de Mulwith con el nombre de Jane, que tuvo hasta que decidió cambiarlo por Mary en su confirmación.
Su padre se llamaba Marmaduke y su madre Úrsula. Por el lado paterno, provenía de los Ward de Great Givendale y por el lado materno de los Wright de Kent. Los Ward eran una familia noble con tierras en Mulwith y Newbi. John Wright, bisabuelo materno, fue alto funcionario de Enrique VIII de Inglaterra. John se trasladó con su familia a Ploughland Hall, en Welwick, condado de Yorkshire.  Fue la primogénita de seis hermanos. Tres de sus hermanos fueron bautizados en la catedral anglicana de Ripon.
En 1569 hubo un levantamiento católico en el norte de Inglaterra, que fue sofocado. Isabel I de Inglaterra fue excomulgada por el papa en febrero de 1570, produciéndose un endurecimiento de la persecución a los católicos. El objetivo primordial fueron los sacerdotes católicos que llegaban desde Flandes sobre todo a Yorkshire a través del río Humber. William Cecil, consejero de la reina y enemigo acérrimo de los católicos, puso a conde de Huntingdon, de su máxima confianza, en 1572 como presidente del Consejo del Norte, con sede en Yorkshire. Por estos años las cárceles se llenaron de sacerdotes católicos y de laicos que los acogían.
En 1617 Mary Ward escribió:

Mis padres eran ambos muy virtuosos y sufrieron mucho por la causa católica

En 1591 se mudó a Ploughland Hall, con los abuelos maternos. Los Wright habían sido ricos, pero las multas por ser católicos les empobrecieron. La abuela materna Úrsula acababa de salir de la cárcel, donde había pasado ya 14 años por sus creencias. Durante sus periodos de libertad, Úrsula daba alimentos y ropa a los católicos presos. En la casa también estaba el abuelo materno Robert, viejo y enfermo, y las tías Martha y Alice, que abandonaron la casa en noviembre de 1591 y en 1593 respectivamente al contraer matrimonio.
Martha se casó con Tomas Percy, primo y representante de un conde. Probablemente, Thomas influyó para que Marmaduke Ward fuese administrador de las posesiones del conde cercanas a Ripon.
El abuelo Robert murió en el verano de 1594.
En 1594 fue recogida por Marmaduke y llevada de nuevo a Mulwith. Por entonces, Marmaduke estaba acosado por las multas que se imponían a los católicos y perdió su empleo como administrador de las tierras del conde Percy.
En 1598 hubo un incendio que arrasó la casa y la familia tuvo que trasladarse a su posesión en Newby.
Marmaduke, cansado de las multas y la persecución que sufría en Newby, decidió volver a mudarse. Esta vez escogió la finca Topcliffe, perteneciente al conde Percy en Boroughbridge, al norte de Yorkshire. Los padres, preocupados por la salud de su primogénita en un lugar más frío con era aquel, decidieron mandarla a la Harewell House, donde vivía la recursante Catherine Ardington. Catherine era hija de sir William Ingleby, pariente de Úrsula Wright. Catherine era también pariente del sacerdote ejecutado Francis Ingleby y acogía a sacerdotes fugitivos en su casa.
Una leyenda dice que un jinete misterioso intentó evitar, con un falso mensaje que traía de Marmaduke, que Mary hiciese su primera comunión en Harewell.
En 1600 Marmaduke llevó a su hija a Hemingbrough, a la casa del matrimonio católico formado por Ralph y Grace Babthorpe, que vivían con sus hijos Thomas y Bárbara. Grace era sobrina de Urusla Ward. El padre propuso que su hija fuese ayudante de sirvienta a cambio de alojamiento y comida y el matrimonio aceptó. Ralph tenía dos caseríos, uno a las afueras de Hemingbrough y otro en Osgodby. Poco tiempo después se trasladaron a Osgodby huyendo de la persecución religiosa.
En la casa de Osgodby se escondían sacerdotes católicos. Edmundo Campion pasó allí unos días, antes de ser ejecutado en 1581. Mary Ward trabó amistad con la sirvienta, Margaret Garret, que había sido monja hasta que la exclaustraron. Sus historias le impactaron y fueron el comienzo de su vocación religiosa.
En Osgodby, Mary Ward se relacionaba con los sacerdotes escondidos. Confesaba habitualmente con un sacerdote secular, John Mush. En una ocasión se propuso realizar una confesión general con jesuita que le dijo que no, tal vez porque pensaba que era escrupulosa. Este mismo jesuita le regaló el libro El combate espiritual de Lorenzo Scupoli.
Mush fue a Roma y regresó. Tras su viaje consiguió que Mary hiciese su confesión general con un jesuita. Tras la misma, creció su deseo de ser religiosa. Le habló de su vocación a Mush y este se dispuso a ayudarla. Sin embargo, el padre se enteró, se opuso y se llevó a su hija a su casa.
Por entonces el católico Edmund Neville, de cuarenta años y heredero legítimo del condado de Westmoreland, pidió matrimonio a Mary. Los sacerdotes, amigos y familiares le recomendaron a ella aceptar, pero se negó. Neville, que había decidido casarse con ella o permanecer soltero, terminó haciéndose jesuita.
Hacia el 20 de octubre de 1605 Marmaduke partió desde Yorkshire a Londres para pedirle al jesuita Richard Holtby, de plena confianza para Mary, que la convenciese de contraer matrimonio con Neville. El 5 de noviembre se descubrió la conspiración de la pólvora: un intento de un grupo de volar el parlamento británico. Marmaduke fue arrestado por presuntos vínculos aquella tentativa. Las sospechas hacia él se debían a que, de camino a Londres, había pasado dos semanas en una casa de Lapworth que su cuñado había comprado a Robert Catesby, autor intelectual del complot. Sin embargo, le soltaron a los pocos días. El provincial de los jesuitas en Inglaterra, Henry Garnet, fue detenido y ejecutado, tras lo cual pasó a ocupar ese cargo Richard Holtby.
En la primavera de 1606 Mary Ward y su padre se encontraban alojados en una casa de la calle Baldwin Gardens del barrio de Camden, en Londres. Se desconoce si habían hecho el viaje juntos o si posteriormente el padre mandó traerla. En esta ciudad se encontraron con Holtby, que le dijo que se casase con Neville y que no se hiciera monja, porque de este modo prestaría mejor servicio a Dios. Ella escribió:

Las razones eran de verdadero peso, me causaron una tribulación indescriptible; ni me atrevía yo a hacer lo que él me prohibía, pues lo tenía como ilícito, ni podía abrazar lo que me proponía como mi mayor bien; los motivos que él adujo eran piadosos, prudentes, ajustados al servicio de Dios y al bien común

Tras esto, Holtby celebró una misa durante la cual le derramó sin querer el cáliz lleno de vino sobre los manteles. Después de oficiar permaneció un buen rato de rodillas frente al altar y, tras alzarse, Mary le ofreció una toalla para lavarse las manos. Posteriormente, el jesuita le dijo que no pondría obstáculos a su decisión de hacerse monja y que pondría sus fuerzas en su ayuda.
Para entrar en un convento, Mary debía salir del país, ya que en la anglicana Inglaterra no había conventos católicos.

### Con las clarisas
En la víspera de Pentecostés de 1606 tomó un barco en Dover, el Hindin, hasta Calais. En su pasaporte figuraba con el apellido Bentley, ya que el apellido Ward era sospechoso después de la conspiración de la pólvora.
El jesuita inglés Robert Persons había creado a finales del siglo XVI, con autorización de Felipe II de España, una red de colegios jesuitas en Europa, de los cuales el más importante era el de Saint-Omer.
Mary llevaba una carta de recomendación de Holtby para el colegio jesuita de Saint-Omer. Mary llegó al colegio para que le informasen los conventos de la ciudad.
Saint-Omer pertenecía por entonces a la Casa de Austria y aquí se refugiaban católicos ingleses exiliados o iban jóvenes ingleses a estudiar para, tras recibir las órdenes sagradas, regresar a Inglaterra a predicar.
La ciudad contaba con dos conventos de clarisas, religiosas franciscanas. Uno de ellos observaba las reglas sin glosa, con la máxima severidad, y era conocido como el de las clarisas pobres. El jesuita George Keynes le dijo a Mary que la esperaban en aquel convento para ser hermana lega. Las monjas de coro vivían en clausura, pero Mary formaría parte de otro grupo dedicado a pedir limosna por las calles y los campos.
Su trabajo como limosnera se le hizo muy duro y, dos meses después, sufrió un absceso en la rodilla que le obligó a guardar cama. El jesuita Keynes le dijo que ser hermana lega no era su verdadera vocación y ella contestó que solo dejaría su labor si se lo ordenaban los superiores de la orden franciscana.
Tras una convalecencia, Mary Ward continuó pidiendo limosnas. La encargada de las clarisas legas era la monja Mary Stephen, de Shrewsbury, que había estado previamente en clausura. Mary Ward tomó gran afecto por sor Stephen y decidió consultarle después del año de prueba si debía o no abandonar el convento. Sin embargo, sor Stephen se mostró reservada y luego cayó enferma y regresó a la clausura, dejando a las limosneras sin supervisión.
El 12 de marzo de 1607 llegó al convento el visitador franciscano Antonio de Soto.
Entre las clarisas de Saint-Omer había neerlandesas, francesas e inglesas. Mary Ward le propuso a Antonio de Soto fusionar los dos conventos de clarisas de Saint-Omer en uno solo, dejando libre un edificio exclusivamente para las inglesas. Por entonces, Bruselas contaba con un convento de benedictinas inglesas y Lovaina otro de agustinas inglesas. Antonio quedó gratamente sorprendido por la idea de Mary y le dijo que ella no estaba llamada a ser lega.
Posteriormente, Mary Stephen se repuso y volvió a ser supervisora de las limosneras. Mary Ward escribió un informe sobre su estado espiritual y se lo dio, suplicándole que le orientase sobre si debía profesar o no. Entonces sor Stephen le dijo a Mary Ward que no era su vocación vivir como lega fuera de la clausura.
Pocos días después abandonó el convento y vivió en Saint-Omer como laica una temporada con la idea de fundar un convento de clausura para inglesas. El jesuita Keynes le recomendó exponer sus planes al obispo, el franciscano Jacobo Blaes, cosa que ella hizo.
Blaes escribió el 3 de abril de 1608 una carta a la archiduquesa Isabel Clara Eugenia de Austria hablándole de la creación de un convento para inglesas clarisas. Los archiduques ya habían recibido noticias de la propia Mary Ward y de otras damas inglesas sobre el hacinamiento de los conventos en el territorio y la falta de sitio para las jóvenes que llegaban de Inglaterra.
El gobernador de Gravelinas decidió ofrecer para la fundación una casa y unas tierras en Esquelbecq, diócesis de Ypres, donde el obispo colaboraría económicamente, pero los archiduques rechazaron esto por no ser un lugar fortificado.
Los obispos de Ypres y Saint-Omer propusieron entonces a los archiduques levantar el convento en la ciudad fortificada de Gravelinas.
Ward consideró que Keynes guiaba su alma solamente por el camino del temor y decidió cambiar de confesor. Escogió al jesuita Roger Lee, que trabajó con ella para la nueva fundación.
El sustento del convento se preveía garantizado con la dote de las monjas que entrasen en el mismo, pero se necesitaban fondos para su construcción. Mary Ward aportó la dote que trajo de Inglaterra. Los obispos ayudaron. Roger Lee escribió desde Saint-Omer a Holtby una carta cifrada solicitando dinero para Ward. La carta fue interceptada por los anglicanos y se conserva en los Archivos Nacionales del Reino Unido.
Mary Ward estuvo en Bruselas en 1608, entrevistándose con Isabel Clara Eugenia y regresando luego a Saint-Omer con el permiso para abrir el convento.
Mary consiguió que el confesor de la nueva comunidad fuese el jesuita Lee, lo que generó cierto desazón al franciscano Antonio de Soto, que hubiera preferido a un fraile de su orden. Posteriormente, se reunió con otras mujeres con vocación en un local de Saint-Omer como convento provisional, con permiso del obispo, mientras los albañiles trabajaban en el convento de Gravelinas. Hicieron juntas durante un mes los ejercicios espirituales de san Ignacio de Loyola guiadas por el jesuita Lee.
Como Mary Ward solo era postulante, Mary Stephen fue nombrada abadesa del nuevo convento.
El 2 de mayo de 1609, cuando llevaban cuatro o cinco meses en el convento provisional de Saint-Omer, las religiosas estaban reunidas fabricando cordones para franciscanos. Mary Ward rezaba mientras las letanías y entonces sintió que Dios le llamaba a abandonar el convento de clarisas. Se lo comentó al jesuita Lee que le dijo que no lo hiciera y le impuso una observancia más concienzuda de la regla de las clarisas. Mary obedeció, aunque continuaba sintiendo que no debía permanecer en la orden, y en septiembre, cuando faltaban unos días para el traslado a Gravelinas, Lee informó al obispo que ella saldría del convento.
Otra mujer que abandonó el convento de clarisas antes del traslado a Gravelinas fue Frances, hermana de Mary Ward.
Los jesuitas recomendaron a Mary que regresase a Inglaterra. Sin embargo, antes de su marcha hizo voto de castidad y se consagró a Dios. Se propuso hacer todo lo posible por Dios y por el prójimo. En octubre de 1609 embarcó en Calais con destino a Dover, acompañada de su hermana Frances.
Frances embarcaría de nuevo poco después para entrar en un convento de carmelitas descalzas de Mons.

### En Londres
Mary se instaló en Londres unos cuatro o cinco meses. Se desconoce en qué parte de la ciudad se instaló, aunque algunos afirman que fue en la calle Strand. Los jesuitas la mandaron a visitar presos y enfermos. Existen varios relatos no documentados sobre sus actividades en estas fechas. Uno de ellos dice que fue a visitar a una anciana anglicana moribunda en Coldham Hall, en el Condado de Norfolk, que tras hablar con ella decidió convertirse al catolicismo. Otro relato dice que fue vestida de criada a hablar con una prima lejana, de los Gray, en Londres y logró que fuese a su casa un jesuita para catequizar a la familia.
En Londres, Mary Ward conoció la historia de Luisa de Carvajal y Mendoza, una mujer consagrada con votos de castidad y pobreza que no vivía en un convento. Luisa había sido apresada en Inglaterra durante cuatro días en junio de 1608 y había sido liberada gracias a la diplomacia española. Se dedicaba a visitar a presos y sacerdotes escondidos, así como a mandar a muchachos a colegios católicos a Flandes, Roma o Valladolid.
Lee le dijo a Ward que quizás encontraría su sitio en un convento de carmelitas descalzas recién fundado en Flandes. Cuando empezaba la primavera de 1610 Mary, que se estaba peinando frente a un espejo vestida con ropas de fiesta, tuvo una experiencia mística de dos horas en la que escuchó las palabras "¡Gloria!, ¡Gloria!". Entonces sintió que no estaba llamada a ser carmelita, sino que daría mayor gloria a Dios de otra forma.

### Funda su propia obra
Lee le propuso a Mary regresar a Saint-Omer. Embarcó con otras cuatro mujeres jóvenes en Dover con destino a Calais. Estas eran: Jane Brown, Susan Rookwood, Catherine Smith y Winefreid Wigmore. En Saint-Omer Mary y sus compañeras fueron llamadas "vírgenes inglesas", por ser mujeres consagradas, y "damas inglesas", por provenir de familias nobles. Se instalaron en una casa de la Rue Grosse y tenían unos horarios propios de un convento, aunque no era una clausura.
El grupo de mujeres recibía asistencia espiritual de los jesuitas del colegio de Saint-Omer. Unos jesuitas, liderados por Lee, tenían un punto de vista positivo de la situación. Otros, sin embargo, consideraban que estas mujeres se saltaban los decretos del Concilio de Trento sobre conventos femeninos, que imponían la clausura, y las normas ignacianas sobre la distancia que debían tener los jesuitas de las asociaciones femeninas.
El nuncio Guido Bentivoglio visitó la casa de Rue Grosse en otoño de 1610 y encontró en ella a diez mujeres. Estas le pidieron que les apoyase y el nuncio las alabó y les comprendió.
Un par de meses después de la visita del nuncio hubo una epidemia de sarampión en Saint-Omer. Mary Ward enfermó gravemente y recibió la extremaunción. El resto de mujeres, preocupadas, hicieron el voto de ir a Basílica de Nuestra Señora de Scherpenheuvel. Ward mejoró y el resto de mujeres hicieron la peregrinación.
En los primeros meses de 1611, cuando Mary todavía estaba en cama recuperándose, sintió una voz que le decía:

Toma las normas de la Compañía. El padre general nunca lo permitirá. Ve a verle

Ella escribió posteriormente que sentía que tenía que tomar las normas de los jesuitas para su comunidad:

Entendí que nosotras debíamos tomar la misma regla, en contenidos y estilo, exceptuando solo aquello que Dios, a través de la diversidad de sexos, ha prohibido.

El confesor de Mary, el jesuita Lee, se resistió al principio aunque posteriormente decidió apoyarla. El conjunto de la Compañía de Jesús se opuso. El general de los jesuitas envió desde Roma una advertencia severa en contra.
Mary elaboró un esbozo de normas de su obra, que llamó Escuela de la Bienaventurada María (Schola Beatae Mariae). Constaba de 57 puntos. No se hablaba de clausura ni del rezo coral del oficio divino. Los votos religiosos son semejantes a los de los jesuitas. Se someterían a la autoridad del obispo y tendría para su dirección espiritual a los jesuitas.
En 1612 la casa de damas se había quedado pequeña y Mary quería comprar otra que funcionase ya como convento reconocido. Para esto, Mary Ward escribió a la archiduquesa Isabel Clara Eugenia de Austria. La cancillería de la archiduquesa encargó al alcalde de Saint-Omer que colaborase con las damas. El secretario de Estado Philippe Pratz escribió desde Bruselas al obispo Blaes y a las autoridades civiles de Saint-Omer para que diesen a las damas dinero y una casa.
Los jesuitas, sin embargo, acordaron no colaborar con las damas. Simplemente les atenderían en confesión cuando acudiesen a la iglesia de la Compañía de Jesús.
El Ayuntamiento de Saint-Omer se opuso argumentando que la ley impedía a los ingleses tener propiedades en la ciudad y que ya había 6 conventos de varones y 10 de mujeres. Mary Ward volvió a escribir a Isabel Clara Eugenia, que intercedió a su favor, logrando que la obra consiguiese un inmueble y fondos.
En 1612 un grupo de damas de Mary Ward se instalaron en un inmueble del barrio de Spitalfields de Londres. Cerca estaba la casa de Luisa de Carvajal, que paralelamente fundó con cinco mujeres jóvenes la Compañía de la Soberana Virgen María. El 28 de octubre de 1613 Luisa y las cinco mujeres de su obra fueron mandadas a prisión. Fueron soltadas a los tres días por la diplomacia de Felipe III de España.
En la primavera de 1614 había sesenta damas de la obra de Mary Ward en Saint-Omer y seis en Londres.
Mary Ward volvió a caer enferma de sarampión y, a finales de 1614, los médicos le dijeron que se trasladase a reposar a Inglaterra. Mary se trasladó a Londres.
En Inglaterra se produjeron algunas detenciones de damas de Mary Ward. Sin embargo, las estancias en la cárcel eran breves ya que no podían detenerlas mucho tiempo por cosas tales como visitar a un preso o consolar a un moribundo católico. Susan Rookwood, hija de terratenientes arruinados por ser recursantes, fue detenida cinco veces.
El 19 de marzo de 1615 el obispo Blaes publicó una carta pastoral en defensa de las damas de Mary Ward, titulada Nobiles ac piae aliquot virgenes aglicanae. En este documento, el obispo hizo suyos los argumentos teológicos y jurídicos de Leonardus Lessius, un profesor jesuita de Lovaina.
El 5 de junio de 1615 el también profesor jesuita Francisco Suárez realizó en Coimbra una réplica a los argumentos de Lessio. El escrito contrario a la obra de Mary Ward escrito por Suárez tuvo una gran difusión entre la curia papal, los jesuitas y los sacerdotes seculares ingleses.
En otoño de 1615 el jesuita Lee enfermó de tuberculosis y los superiores lo mandaron a Lovaina. Mary Ward regresó este año a Saint-Omer y pidió a Lee que regresase a dar unos ejercicios espirituales, cosa que hizo. Lee además dio 32 reglas a las damas y le indicó a Mary que debería solicitar al papa Pablo V la aprobación de su obra. Después este jesuita regresó a Lovaina.
En 1615 tuvo lugar una reunión de jesuitas en Roma donde Mucio Vitelleschi fue nombrado general y donde se decidió, en su decreto 56, no prestar apoyo a las congregaciones femeninas que quisieran adoptar normas similares a las de la Compañía de Jesús, más allá de la mera asistencia espiritual que se prestaba a cualquier mujer.
El 1 de noviembre de 1615 Mary Ward escribió una carta al jesuita Lee donde expresa sus ideas sobre la justicia, la libertad y la sinceridad.
Roger Lee no paraba de empeorar y, a finales de noviembre, Mary Ward le envió una carta de despedida. Lee tuvo que hacer un viaje a Inglaterra y, de camino, pasó por Saint-Omer, viendo a Mary por última vez. Luego continuó su rumbo, muriendo en Dunquerque en diciembre de 1615.
Mary Ward escribió un informe al papa Pablo V, que tituló Ratio Instituti (Razón del Instituto). Se lo entregó a Thomas Sackville, un noble inglés que se dirigía a Roma, con el encargo de que se lo diese a los jesuitas de esa ciudad. Sackville entregó el informe el 3 de enero de 1616.
Los jesuitas le dijeron a Sackville que para entregar el informe primero debían suavizarlo, cosa que hicieron.
Tras recibir el documento final, la Santa Sede emitió un breve pontificio donde no se las reconoce como mojas. Se les da indulgencia plenaria a la hora de la muerte a las damas que había pero no a las nuevas que entrasen, se les da una indulgencia global el día de la Asunción y se dice que se les dará aprobación posterior "si el Instituto lo merece". El obispo de Blaes recibió una carta del Vaticano diciendo que cuidase de las damas y las ayudase en su apostolado y que si ellas progresaban hacia el estado religioso la Santa Sede estudiaría su confirmación.
El obispo Blaes decidió mandar una carta a Felipe III de España y otra al nuncio Guesualdo Ascanio en defensa de las damas.
En la primavera de 1616 Mary Ward volvió a enfermar de sarampión. Para recuperarse, fue en verano al balneario de Spa. De camino a Spa pasó por Lieja, donde habló con el jesuita John Gerard.
John Gerard fue con otro compañero a hablarle al obispo Fernando de Baviera de los colegios jesuitas y a pedirle a permiso para que las damas inglesas de Mary Ward se instalen en Lieja.
El 24 de noviembre de 1616 Mary Ward salió con un grupo de damas de Saint-Omer. Pasaron por Bruselas, donde estuvieron con los archiduques. Llegaron a Lieja a principios de diciembre para instalar un nuevo convento. El 2 de febrero de 1617 Blaes mandó a Fernando de Baviera una carta de recomendación en favor de las damas.
El verano de 1617 Mary Ward lo pasó en Londres para visitar la fundación de esa ciudad, recoger a nuevas damas y recaudar fondos para el convento de Lieja, que se encontraba una mala situación económica.
En otoño de 1617 pasó por Saint-Omer y se dirigió a Lieja. De este periodo son tres de sus discursos, anotados parcialmente por las damas.
En Lieja también se produjeron murmuraciones contra las damas. Un jesuita del colegio de la ciudad, Edward Burton, escribió una defensa.
En 1618 George Ward, hermano pequeño de Mary, emitió sus primeros votos en la Compañía de Jesús. Había estudiado en el Colegio Inglés de Valladolid y había sido seminarista en Saint-Omer, donde fue testigo de la labor de su hermana.
En julio de 1618 Mary volvió a visitar a la comunidad de Londres, que se había trasladado por entonces a Knightsbridge. El arzobispo anglicano de Canterbury y primado de Inglaterra, George Abbot, había comentado que le gustaría conocer a Mary Ward. Esto llegó a oídos de ella que, sin miedo por la persecución, decidió acudir a su palacio de Lambeth. Daba la casualidad de que el arzobispo había salido en aquel momento.
En la primavera de 1619 Mary Ward embarcó en Dover para regresar a Saint-Omer. Sin embargo, tras navegar unas millas el barco dio la vuelta y regresó a la costa inglesa. En ella estaba una patrulla mandada por el arzobispo Abbot. La llevaron al juzgado de Guildhall, donde el juez blasfemó contra la Virgen María, que fue defendida por Ward. Posteriormente, fue llevada a una prisión.
Mary Ward fue sometida a un juicio del cual no se conservan actas. Se le impuso una fuerte multa. De no haber pagado hubiera continuado en prisión indefinidamente, pero sus amigos juntaron el dinero y lograron su liberación.
Mary fue posteriormente a Saint-Omer, donde la informaron de un cisma dentro de su instituto en Lieja. Se dirigió hacia allí, haciendo una parada en Bruselas para saludar a Isabel Clara Eugenia.
Práxedes decía que era portadora de mensajes divinos y llegó a convencer de esto a la dama ecónoma Mary Alcock y al jesuita Edward Burton. Práxedes proponía convertir la fundación en un convento de clausura. Jesuitas, frailes, sacerdotes seculares y algunas damas se pusieron a favor de esto. Mary Ward escribió al Gerard, superior de los jesuitas en Lieja, proponiéndole someter a juicio su postura y la de Práxedes. Entonces Práxedes enfermó con unas fiebres y dijo que, si moría, tomasen esto como señal de que estaba equivocada. Se dio la circunstancia de que murió la noche siguiente y cesó el debate.
En Saint-Omer las damas regentaban un colegio. En Lieja, donde estaba el noviciado, también tenían otro colegio.
En 1620 Mary Ward fue desde el noviciado de Lieja con un grupo de damas y con Fernando de Baviera, obispo de Lieja y arzobispo de Colonia, a fundar un nuevo colegio en Colonia.
El nuncio Antonio Albergati, que vivía en la abadía benedictina de Tréveris, supo que las damas se habían instalado en Lieja. Conversó sobre esto con los arzobispos de Colonia y Tréveris. Albergati dio su aprobación a la fundación de otro convento de las damas en Tréveris y mantuvo contacto con Mary Ward.
En 1621 Mary Ward pasó por Bruselas para entregarle un informe sobre su obra a Isabel Clara Eugenia que alejase posibles rumores que le hubieran llegado en contra. También le pidió consejo y cartas de recomendación para un viaje que pensaba hacer a Roma.
Poco antes de partir a Roma, Mary Ward llegó a conocer a un delegado pontificio, el carmelita descalzo fray Domingo de Jesús María, cuando este iba a visitar a los arzobispos de Tréveris y Colonia. Fray Domingo le dijo que contase con su apoyo en la Santa Sede.
El 21 de octubre de 1621 Mary partió de Lieja a Roma. Fue acompañada por seis damas y tres varones. Los hombres eran: el sacerdote Henry Lee, que sabía italiano y conocía la ciudad; Robert Wright, primo de Mary Ward que se ofreció como criado; y un mulero encargado de los dos caballos y el equipaje.
Pasaron por Milán para venerar las reliquias de san Carlos Borromeo. Mary decidió pasar también por Loreto para dar culto a la Virgen, aunque sabía que aquello retrasaría su llegada a Roma.
Mary y sus acompañantes llegaron a Roma el 24 de diciembre de 1621. Se alojaron en una pensión humilde, aunque como eran nueve el viaje y la estancia fueron caros. Visitaron la Basílica de San Pedro y la Iglesia del Gesú. El 27 de diciembre fueron recibidos por el sacerdote Juan Bautista Vives, que el 28 de diciembre presentó a Mary y sus damas al papa Gregorio XV. Durante la audiencia Juan Bautista Vives le habló al papa del bien que hacían estas religiosas y suplicó por la confirmación de su instituto.
Mary le entregó al papa dos escritos elaborados en Lieja con la ayuda del jesuita John Tomson. Uno era una solicitud de aprobación pontificia del instituto según el modelo de la Compañía de Jesús y dependiente de la Santa Sede. El informe hablaba de un instituto sin clausura y con una prepósita general.
Vives ayudó económicamente a Mary y a sus acompañantes. También les llevó a ver al embajador de España ante la Santa Sede, el duque de Alburquerque. Fueron bien recibidas por este diplomático, que había recibido órdenes de Felipe IV de España de tratarles bien.
También fueron a ver a los cardenales Ludovico Ludovisi y Friederich von Hohenzollern.
Mary también aprovechó su estancia en Roma para ver al general de los jesuitas, Vitelleschi. Este estaba impresionado por las cartas que había recibido de Isabel Clara Eugenia en favor de las damas y le había respondido que las trataría con cariño y diligencia dentro de las normas de la Compañía. Mary le habló al general de su trayectoria y también le indicó que su obra no comprometería a los jesuitas, sino que serviría de ayuda. Vitelleschi dijo que algunos jesuitas se habían equivocado con ellas y que tenía presentes las cartas que había recibido de la archiduquesa y que no la defraudaría. Se dio la circunstancia de que antes del encuentro entre Mary Ward y el general de los jesuitas, este había escrito unas cincuenta cartas a la provincia de Flandes diciendo a los suyos que se apartasen de las damas inglesas. Tras el encuentro Vitelleschi escribió unas cien cartas a favor de Mary Ward.
El arcipreste católico de Inglaterra, William Harrison, era contrario a los jesuitas y pensaba que las damas de Mary Ward eran un instrumento maquiavélico de estos. Mandó al Vaticano al sacerdote John Bennet, que compartía las apreciaciones de Harrison, con dos propósitos: que nombrasen a un obispo para Inglaterra y que metiesen en clausura a las damas inglesas o que desbaratasen su instituto. Harrison escribió un informe contra la obra de Mary Ward pero murió antes de firmarlo. Este informe fue suscrito por Bennet y llevado al Vaticano. Por otro lado, los benedictinos ingleses en Flandes, también contrarios a los jesuitas y a las damas, mandaron a Roma al sacerdote Robert Scherwood con un informe que decía que había que meter a las religiosas de Mary Ward en clausura y, si se resistían, disolver la organización.
Mary Ward y las demás mujeres permanecieron en Roma, en el convento de las oblatas de Torre degli Specchi.
Los cardenales Ottavio Bandini, Gabriel Trejo Paniagua y Friederich von Hohenzollern trataron con afecto el tema de las damas. Mary supo que en junio los cardenales trataban su caso y remitió una docena de cartas a Bandini.
Bandini propuso a Mary Ward una semi-clausura como la practicada por las oblatas del convento donde estaban pero ella se negó. Mary propuso que provisionalmente las reconociesen como religiosas pontificias para los lugares donde estaban ya instaladas.
Para corregir el desconocimiento de su obra en la Santa Sede propuso fundar un colegio en Roma. Con este fin, mandó una solicitud a Lorenzo Campegio, secretario de la Congregación de Obispos y Regulares. El colegio abrió en octubre de 1622 y fue un éxito.
En 1622 se creó Propaganda Fide, una congregación para la evangelización. El papa puso al frente de la misma a Francesco Ingoli, contrario a las damas inglesas. Este pidió al nuncio en Flandes, Guido del Bagno, un informe sobre la situación de los ingleses refugiados. El nuncio encargó la elaboración del informe a Mattew Kellison. El informe de Kellinson definió a las damas de Mary Ward como siervas de los jesuitas, entrampadas, ávidas de dinero de las dotes, nada ejemplares y con algunas caídas morales indignas.
El 12 de mayo de 1623 Mary Ward partió de Roma con dos mujeres, el sacerdote Henry Lee y su primo Robert Wright con destino a Nápoles para fundar otro colegio. Mary estaba recomendada ante el virrey de Nápoles por Isabel Clara Eugenia, que también prestó apoyo económico.
Mary, que empezaba a tener dolencias habituales, tuvo una breve enfermedad en Nápoles. El colegio fue abierto hacia septiembre de 1623 y fue otro éxito.
Mary Ward regresó a Roma en noviembre de 1623, cuando el papa era Urbano VIII. El superior de los jesuitas de Nápoles, Carlo Mastrilli, le dijo a su sobrino en la corte del papa, Virginio Cesarini, que procurase un encuentro entre Mary y Urbano VIII. Baldini, fray Domingo y Vitelleschi le dijeron a ella que el papa tardaría meses en recibirla. Entonces decidió ir primero a abrir un colegio en Perugia, desde donde le solicitaban.
En la primavera de 1624 apareció en Inglaterra un escrito contra las damas de Mary Ward, basado en unas conversaciones con Mary Alacock y firmado por alguien con el seudónimo "Godfather". Mary Alacock, que había sido religiosa en Lieja, había regresado a Inglaterra con su familia cargada de rencores. El libelo se difundió por Saint-Omer, Bruselas y Lieja.
El 18 de enero de 1624 Mary Ward salió para Perugia.
Mary se encontraba mal y sus religiosas resolvieron mandarla a un balneario en San Casciano dei Bagni, donde pasó los meses de junio y julio. En este lugar se encontró con el cardenal Gabriel de Trejo.
El clero secular inglés mandó a Roma al filipense Thomas Rant como delegado. Rant era contrario a los jesuitas y a las damas de Mary Ward. En julio Ingoli trasladó a los cardenales de Propaganda Fide un informe de Rant contra las damas inglesas de Mary Ward, acusándolas de tratar indecentemente a jóvenes masculinos, de cazar para instituto a jóvenes adineradas para luego despilfarrar las dotes, de montar espectáculos teatrales y de difamar al clero secular y alabar a los jesuitas. Luego Ignoli propuso redactar un decreto condenatorio y dárselo al papa para que lo firmase. Los cardenales pensaron que aquello era excesivo pero mandaron al vicario pontificio de Roma, Millini, a entregarle al papa Urbano VIII el documento de Rant.
En octubre de 1624 Mary tomó la iniciativa y fue a ver al papa a Villa Mondragone, en Frascati, con tres religiosas para recibir la aprobación a su instituto. Urbano VIII la recibió en audiencia con cordialidad y dijo que no iba a resolver esto solo, sino que cuando volviese a Roma haría que le informasen sus cardenales. Mary le entregó al papa un extenso memorial sobre el asunto.
Posteriormente, Mary visitó a los cuatro cardenales elegidos por el papa para decidir: Milini, Bandini, Cobelluzio y Barberini. Todos ellos eran contrarios al proyecto. Thomas Rant también habló con los cuatro cardenales en contra de las damas. Rant también envió informes contrarios a la obra de Mary Ward al cardenal de Nápoles y al obispo de Perugia.
En febrero de 1625 Mary llevó una petición de ayuda al cardenal Borghese, que gozaba de gran prestigio ante Urbano VIII.
En abril de 1625, el papa Urbano VIII ordenó cerrar las fundaciones de las damas inglesas en Roma, Nápoles y Perugia. Las órdenes de cierre fueron transmitidas a los conventos por los cardenales Millini en Roma, Carafa en Nápoles y Cosme Torres en Perugia. El colegio de Perugia y el de Roma cerraron, pero el de Nápoles no, por no pertenecer a los Estados Pontificios.
Mary se encontró otra vez enferma y se retiró al balneario de San Casciano dei Bagni de mayo a junio de 1625.
El 25 de diciembre de 1625 Mary marchó de Roma para Nápoles. En Nápoles le encargó a la religiosa Winifred Wigmore realizar las gestiones para abrir otra casa de damas en Catania, lo que contó con el apoyo de virrey.
Luego regresó a Roma, de donde partió el 10 de noviembre de 1626 con algunas damas. Llegó a Florencia, donde se encontró con María Magdalena de Austria y Cristina de Lorena. Estas dos aristócratas conocían la labor de Mary Ward a través de fray Domingo y la apreciaban. Cristina escribió una carta a Maximiliano I, duque y elector de Baviera, que vivía en Múnich, hablándole a favor de Mary.
Salió de Florencia el 24 de noviembre de 1625 y llegó a Parma, donde fue recibida por Margarita Aldobrandini, cuñada de María Magdalena de Austria. En esta ciudad se encontró con unas ursulinas que no vivían en clausura.
Luego fue a Castiglione delle Stiviere, donde se encontró con las Vírgenes de Jesús. Esta era una congregación fundada por tres sobrinas de san Luis Gonzaga que no vivía en clausura, que tenían una espiritualidad inspirada en la de san Ignacio de Loyola y que habían copiado sus reglas de la Compañía de Jesús.
Luego se presentó en el palacio del arzobispo Federico Borromeo en Milán, que la recibió durante una hora. Salió de Milán el 15 de diciembre de 1626.
Se presentaron en Innsbruck, donde el archiduque Leopoldo V de Habsburgo les mostró una residencia de religiosas, la Stiftsdamen, sin clausura y bajo la dirección espiritual de jesuitas.
Terminando diciembre de 1626 llegó a Múnich y, en enero de 1627, fue muy bien recibida por Maximiliano I, quien le ofreció abrir una escuela en la ciudad. Para esto les entregó un edificio en la Weinstrasse, llamado Paradeiserhaus.
Mary escribió a Winefrid Wigmore para que enviase alguna religiosas desde Nápoles y a Barbara Babthorpe para que enviase religiosas desde Lieja. El 21 de abril de 1627 Maximiliano I emitió un decreto por el que daba al colegio una subvención anual de dos mil florines, lo que les daría para funcionar holgadamente. Mary nombró a Mary Poyntz superiora de la casa de religiosas y a Winefrid Bedingfield directora del colegio.
Un jesuita inglés en Bélgica, Henry Silisdon, escribió a Maximiliano I en contra de las damas inglesas. Este se lo comunicó a Mary Ward y a su capellán, el jesuita Adam Contzen. Mary escribió al general de los jesuitas, Vitelleschi, que reprendió a Silisdon.
En mayo de 1627 el emperador Fernando II de Habsburgo escribió a Mary diciéndole que quería que fundase un colegio en Viena. Mary fue a Viena con una carta de recomendación de la duquesa Isabel de Múnich para la emperatriz consorte Leonor y con otra de Maximiliano I para el emperador Fernando II. El general de los jesuitas, Vitelleschi, había escrito al confesor del matrimonio imperial, el jesuita Guillermo Lamormaini, en favor de Mary Ward.
Mary pasó por Passau y Linz, donde los jesuitas, que habían recibido cartas de Contzen, la recibieron bien.
Cuando llegaron a Viena el emperador les dio a escoger entre varios inmuebles y les asignó 600 florines anuales, mientras que la emperatriz consorte les asignó 400. Mary escogió una casa cerca de la iglesia Maria am Gestade. El colegio pudo abrir en el otoño de 1627, alcanzándose en poco tiempo el medio millar de alumnas.
En Viena, el jesuita Wenzel Kutscher, confesor de Albrecht von Wallenstein, escribió una carta elogiosa hacia Mary Ward y su obra.
El arzobispo Peter Pázmány le dijo a Mary Ward que abriese un colegio en Bratislava. Mary Ward llegó a esa ciudad con algunas damas el 15 de marzo de 1628. El arzobispo no estaba, pero había delegado la tarea de recibirlas en Jorge Nagy. El colegio se fundó con ayuda económica del arzobispado y de la condesa Pálffy.
Tras esto, Mary Ward decidió fundar un colegio en Praga, cosa que agradaba al emperador Fernando II. Mary fue, en el séquito del emperador, a esta ciudad en abril de 1628. El cardenal arzobispo Ernst Adalbert von Harrach les negó instalarse en su territorio. Este cardenal sabía que no tenían la aprobación papal y, además, era contrario al emperador y a todo lo relacionado con los jesuitas.
En Praga, a pesar de la oposición del arzobispo, el conde Michael Adolph von Althann les ofreció a las damas una casa y dinero para su colegio. Desde Propaganda Fide enviaron a Harrach como ayudante al capuchino fray Valeriano Magni, que se dedicó a predicar contra los jesuitas y las damas inglesas, que eran consideradas "jesuitesas".
Otro personaje contrario al emperador era el arzobispo Melchor Klesl, que llegó a Viena en diciembre de 1627. El 5 de febrero de 1628 remitió a Propaganda Fide una carta contraria las damas inglesas, que se habían instalado en Viena sin su permiso.

### La suspensión de la Obra
Ingoli tomó las quejas de Klesl y las presentó ante los cardenales y el papa Urbano VIII en una sesión de Propaganda Fide. El papa dio dos mandatos el 18 de marzo de 1628: crear una comisión de urgencia para suprimir a las jesuitesas y que el general de los jesuitas dejase de ayudarlas.
El capuchino Magni viajó a Roma donde continuó predicando contra las damas inglesas de Mary Ward.
El nuncio de Viena, Caraffa, y el nuncio de Praga, Pallotta, supieron inmediatamente de las órdenes del papa pero no le dijeron nada al emperador mientras Mary Ward se encontraba acompañándole. Los dos nuncios escribieron a Roma informes apoyando las medidas contra la obra de las damas inglesas. Estos informes fueron recibidos por el cardenal Barberini.
Mary Ward habló con Harrach para intentar convencerle de la apertura del colegio de Praga, sin éxito.
Fernando II se marchó de Praga y regresó a Viena el 20 de junio de 1628.
El 20 de junio de 1628 el nuncio Pallotta, que ya conocía la decisión del papa, le dijo al conde Von Althan que consideraba probable que el papa aprobase la obra de Mary Ward si acreditaba en Roma el apoyo del emperador. Von Althan le dijo a Mary que hablase con el nuncio. Ella fue a hablar con Pallotta y este le recomendó que viajase a Roma y la citó de nuevo en Viena para después del verano.
Mary Ward volvió a enfermar y se trasladó los meses de julio y agosto a un balneario de Cheb.
El 7 de julio de 1628 el papa ordenó la disolución de las damas inglesas de Mary Ward.
Lorenzo Azzolini, secretario de Urbano VIII, le encargó a Ingoli a mediados de agosto de 1628 elaborar un escrito sobre la base del decreto del 7 de julio que incorporase información brindada por Pallotta, con el propósito de que este sirviese para redactar una bula condenatoria de las jesuitesas.
El 8 de septiembre de 1628 Mary, que desconocía la decisión papal, habló con el nuncio Pallotta, que sí que la conocía, en Viena. Pallotta  volvió a recomendarle a Mary que viajase a Roma.
Mary se dispuso a ir a Roma. Paró en Múnich, donde le asoló un cólico nefrítico. Partió de Múnich el 2 de enero de 1629. Maximiliano le brindó un servicio de transportes en silla de manos hasta Innsbruck. De esta localidad hasta Trento, también lo hizo en silla de manos por cortesía de Claudia de Médicis.
Mary Ward llegó a Roma con algunas damas inglesas el 10 de febrero de 1629. Redactó un informe destinado al papa de cinco capítulos donde habla de la historia y las características de su instituto.
En mayo de 1629 Urbano VIII recibió a Mary Ward en Castel Gandolfo. El papa le ocultó que el 7 de julio de 1628 había ordenado la disolución de su instituto ante el pleno de Propaganda Fide. Sin embargo, el papa fue cordial con ella, lo que le dio esperanzas de que podía salvar su obra. El pontífice también pidió que resumiese su informe en un par de páginas.
Urbano VIII mandó crear una comisión con los cardenales Borgia, Barberini, Scalia y Zacchia. Mary Ward compareció ante la comisión a mediados de diciembre de 1629.
El 6 de abril de 1630 Mary Ward había escrito a la casa de Lieja diciendo que pensaba visitar las fundaciones que las autoridades eclesiásticas querían cerrar y firmaba la misma como madre general. La carta llegó a Lieja el 10 de mayo. Las religiosas se la mostraron a su confesor, el jesuita George Ducket. El jesuita consideró la carta una rebeldía, tradujo una parte al latín y se la envió al nuncio Carafa, que a su vez se lo transmitió a Ingoli.
Mary Ward había salido de Roma en abril de 1630 para visitar sus conventos. Llegó a Múnich a mediados de junio. Un mes después se trasladó a Viena.
El 5 de septiembre de 1630 Winefrid Wigmore estaba ejerciendo de visitadora de la obra en Lieja. Ducket le pidió a Winefrid que cesasen con su obra pero ella no quiso, de modo que dejó de ser confesor de estas religiosas. El nuncio Pierluigi Carafa, con el jesuita Stafford como traductor, interrogó a estas mujeres y mandó las actas a Ingoli.
El 22 de noviembre de 1630 tuvo lugar un pleno de Propaganda Fide presidido por Urbano VIII. Se decidió trasladar las informaciones al Santo Oficio (la Inquisición) para que examinase si estaban incurriendo en herejía.
Mary Ward salió de Viena y marchó a Múnich, desde donde escribió, el 28 de noviembre de 1630, una carta al papa asegurándole su obediencia.
El 5 de diciembre de 1630 el Santo Oficio consideró heréticas algunas declaraciones realizadas por las religiosas de Lieja. Urbano VIII decretó encarcelar a la superiora general y a la visitadora.
El 7 de febrero de 1631 el dean Jacob Golla, visiador episcopal de los monasterios de Baviera, y dos canónigos se presentaron en la casa de Múnich. Se llevaron a Mary Ward detenida al convento de las clarisas de Anger. Winefrid Wigmore fue detenida en Lieja el 13 de febrero por el nuncio Carafa y llevada a un convento de clarisas.
Mary Ward se encontraba enferma. Escribió una carta con zumo de limón (para que no pudiese ser leída por extraños) a la religiosa Elizabeth Cotton, que a su vez se la remite al arzobispo Pázmány en Pressburg, pidiendo que acudiese a Múnich a verla Barbara Babthorpe, a la cual deseaba ceder el cargo en caso de faltar ella. Mary Ward escribió cuarenta cartas con zumo de limón durante su reclusión. Treinta y seis iban dirigidas a las religiosas de la casa muniquesa Mary Poyntz y Elizabeth Cotton.
El 27 de marzo el médico recomendó darle la extremaunción a Mary. El dean Golla exigió que primero firmase una retractación, pero ella se negó.
En abril el papa Urbano VIII ordenó que soltasen a Mary Ward. El 14 de abril fue trasladada con las religiosas a la Paradeiserhaus de Múnich.
El 13 de enero de 1631 el papa Urbano VIII había firmado su bula Pastoralis Romani Pontificis por la cual se disolvía la obra de Mary Ward. El documento se hizo público en Roma en mayo.
La casa de Múnich permaneció abierta bajo la protección de Maximiliano I. Mary fue citada en Roma, pero el dean Golla la vio tan frágil que le dijo que partiese a final de año para recuperarse. El 24 de octubre de 1631 Mary partió hacia la Santa Sede acompañada de su secretaria Elizabeth Cotton y de la enfermera Anne Turner.
Como garantía de que la acusada se presentase en Roma antes de la Navidad de 1631, el Santo Oficio impuso una fianza de 500 escudos, que fue aportada por el médico Alfonso Ferri.
Tuvieron que permanecer seis semanas en Bolonia debido a una epidemia de peste. La religiosa Elizabeth Keynes logró que el Santo Oficio ampliase el plazo para llegar a Roma hasta finales de marzo de 1632.
Mary fue a ver a Urbano VIII y le dijo que ni era ni había sido hereje. El papa le respondió que le creía y que sabía que trabajaron de forma ejemplar hasta conocer la bula de disolución. Dado el estado en que había quedado su obra y el contexto bélico y político en Europa, Mary le preguntó si algunas de sus damas podían refugiarse en Roma y el papa le dijo que le complacía que acudieran y que les daría protección.
El 26 de mayo de 1632 el Santo Oficio emitió un decreto que fue enviado a los nuncios en el que se decía que Mary Ward y sus damas jamás habían sido herejes.
El Santo Oficio mantuvo a Mary Ward bajo vigilancia y no le permitía salir de Roma.
En 1633 algunas damas se refugiaron en una casa en las inmediaciones de la Basílica de Santa María la Mayor de Roma.
Como Mary estaba enferma, se autorizó su estancia en el San Casciano dei Bagni durante el verano de 1634. En diciembre de 1636 recayó enferma y, entre enero y marzo de 1637 estuvo en cama. Por prescripción médica, se dirigió en marzo de 1637 a la localidad costera de Nettuno, donde estuvo algo menos de un mes. Tras regresar a Roma, a finales de julio volvió a enfermar de gravedad, aunque mejoró a principios de agosto.
Mary Ward se propuso ir a reponerse a un balneario de Spa, cerca de Lieja, donde también esperaba visitar a las religiosas que allí quedaban. El Santo Oficio autorizó el viaje el 20 de agosto de 1637.
Mary abandonó Roma el 10 de septiembre de 1637.
Unos amigos ingleses habían prometido enviarle dinero a Mary a París mediante letras de cambio, que necesitaba para pagar su viaje y para las damas de Lieja. Mary llegó a París a comienzos de diciembre pero las letras de cambio no habían llegado aún. Tuvo que recurrir a unos benedictinos ingleses que le prestaron 50 libras esterlinas, a pagar en Londres antes del 15 de febrero de 1638. Pasaron el invierno en París y salieron con destino a Bélgica el 20 de mayo de 1638.
Llegó a Lieja y pidió permiso por escrito al papa para continuar su viaje hasta Inglaterra. Este se lo dio. Fundó un nuevo colegio, esta vez seglar, en Lieja. Fue al balneario de Spa durante el verano de 1638, aunque no le sirvió para mejorar.
Pasó por Amberes, para visitar a su hermana carmelita descalza. Mary recayó de su enfermedad y tuvo que reponerse en Lieja y en Spa.

### Su vuelta a Inglaterra
El 20 de mayo de 1639 llegó a Londres. Buscó al sacerdote George Con, legado pontificio ante la reina consorte Enriqueta María, que era francesa y católica. Mary Ward le enseñó una carta de recomendación del cardenal Barberini y consiguió una audiencia con la reina consorte.
En agosto de 1639 el legado pontificio pasó a ser Carlos Rosetti, que había recibido buenas referencias de la familia Barberini acerca de Mary Ward.
Mary Ward fundó de nuevo una casa de damas, esta vez seglares, con una capilla. Quiso abrir también escuelas en el país, dejando claro al legado que todo se haría de forma secular. Los puritanos ingleses llamaron a las damas de Mary Ward "amazonas".
El legado pontificio se marchó a la Europa Continental el 28 de junio de 1641. Los parlamentarios obligaron al rey a aprobar un edicto de expulsión de sacerdotes católicos. Un capuchino confesor de Enriqueta María fue apresado en la Torre de Londres. La casa de damas de Mary Ward escondió a muchos sacerdotes. La reina consorte se marchó de Inglaterra en la primavera de 1642. El parlamento formó un ejército contra el rey Carlos I de Inglaterra y en agosto de 1641 empezó la guerra civil.
Los puritanos hicieron imposible el proyecto educativo de Mary Ward en Londres. Decidió trasladarse a Ripon con las damas Winefrid Wigmore y Mary Poyntz y con su enfermera Anne Turner. Su pariente John Ingleby les sugirió alojarse en la finca familiar de Hutton Rudby, en la región de Cleveland. Llegaron a la finca en septiembre de 1642.
En la primavera de 1643 la presencia de patrullas presbiterianas cerca les hizo trasladarse a York, donde estaban afincados los realistas. Fueron a Manor House, de los parientes Gaiscoigne, en el barrio de Heworth, a extramuros.
Las tropas del puritano Oliver Cromwell se acercaron a York y Mary se trasladó a intramuros de la ciudad en la primavera de 1644. El 3 de junio York era una ciudad sitiada. Los sitiados negociaron y se rindieron el 16 de julio. Mary, gravemente enferma, fue llevada de nuevo a Manor House el 20 de julio. La casa había sido destrozada por soldados que se habían alojado en ella.
Mary hizo una confesión general con un sacerdote disfrazado y comulgó el 1 de enero de 1645. Quiso que le diesen la extremaunción pero el sacerdote no se la dio y le dijo que eso era prematuro.
Mary murió el 30 de enero de 1645 (20 de enero según el calendario juliano, por entonces vigente en Inglaterra).
Poyntz renunció a enterrar a Mary Ward en el cementerio parroquial católico de Saint Cuthbert para evitar profanaciones por parte de los puritanos. Habló con el pastor de Olbaldwick, porque los cementerios anglicanos sufrían menos ataques. El pastor protestante recibió un donativo y aceptó. Mary Ward no figuró en los registros como recursante. Fue enterrada en el pequeño cementerio de la Iglesia de Saint Thomas de Olbaldwick bajo una lápida de piedra grande y gruesa.
En la lápida se inscribió:

Amar a los pobres, perseverar en ello, vivir, morir y resucitar con ellos. Fue todo el ideal de Mary Ward, quien habiendo vivido 60 años y 8 días, murió el 20 de enero de 1645.

## Continuación de su obra
En 1650 Mary Poyntz y Winefrid Wigmore fundaron una casa en París, que existió hasta finales del siglo XVII. Winefrid Wigmore murió hacia 1656-1658 en París. En 1662 Mary Poyntz fundó una casa en Augsburgo, donde murió el 30 de septiembre de 1667. La siguiente superiora general fue Catherine Dawson, que ostentó el cargo unos treinta años y estuvo casi siempre en Roma.
En 1686 Frances Bedingfield fundó el Bar Convent de York.
En el 1700 se trasladó la sede de la superiora general de Roma a la Paradeiserhaus de Múnich.
El 13 de junio de 1703 el papa Clemente XI firmó el breve Inscrutabili Divinae Provindentiae por el que quedaron aprobadas las reglas del instituto.
El 30 de abril de 1749 el papa Benedicto XIV aprobó la constitución Quamvis iusto que reconoce el cargo de superiora general del instituto.
El 5 de noviembre de 1822 se fundó la primera casa de Irlanda en Rathfarnham. En 1847 las irlandesas fundaron una casa en Toronto, Canadá.
El 15 de febrero de 1877 Propaganda Fide emitió el decreto Religiosae mulieres congregationis, con la aprobación de Pío IX, donde el instituto pasa a ser congregación de derecho pontificio.
En 1889 se fundó la primera casa en España, en Castilleja de la Cuesta.
El 20 de abril de 1909 Mary Ward fue reconocida por el papa Pío X como fundadora del instituto.
En los siglos XIX y XX se crearon tres ramas del instituto de Mary Ward: la de Roma, la de Irlanda y la norteamericana. Las ramas irlandesa y norteamericana se unieron en 2003 con el nombre Instituto de la Bienaventurada Virgen María (Loreto). La otra se llama desde ese año Congregación de Jesús (Congregatio Jesu). Las dos ramas que existen tienen sus superioras generales en Roma.
El 23 de junio de 1977 se aprobaron las constituciones de san Ignacio de Loyola para la rama de Roma.
En el siglo XXI la obra de Mary Ward tenía presencia en 21 países con diferentes centros y actividades destacando las formativas y las dirigidas a la mujer.